# Beaucoup Fish
Beaucoup Fishは、アンダーワールドのアルバム。発売は1999年2月20日(日本先行発売。イギリスは1999年3月1日)。
作品に関する資料の一部では、『ボウクー・フィッシュ』という邦題が付けられていたが、発売されたCDには使われていない。

## 収録曲
特筆無い限り、全曲Underworld作曲
1. Cups
2. Push Upstairs
3. Jumbo
4. Shudder/King of Snake (Underworld, Giorgio Moroder, Peter Bellotte, Donna Summer作曲)
5. Winjer
6. Skym
7. Bruce Lee
8. Kittens
9. Push Downstairs
10. Something Like a Mama
11. Moaner